# Urge to Kill
Urge to Kill (übersetzt „Drang zum Töten“) ist ein britischer Kriminalfilm von Vernon Sewell aus dem Jahr 1960. Produziert wurde er von der Filmgesellschaft Merton Park Studios. Das Drehbuch stammt von James Eastwood und baut stilistisch auf den Romanen von Edgar Wallace auf, ohne eine konkrete Romanvorlage zu haben. Der Film war der erste Teil der Edgar Wallace Mysteries, einer Serie von 47 Edgar-Wallace-Verfilmungen der Merton Park Studios zwischen 1960 und 1965; in Deutschland wurde er nie gezeigt.

## Handlung
Der Film beschreibt die Geschichte von Hughi, einem geistig zurückgebliebenen Waisenkind in einer englischen Hafenstadt. Als ein ermordetes und verstümmeltes Mädchen aufgefunden wird, wird Hughi des Mordes verdächtigt. Besonders hartnäckig versucht Charles Ramskill, der eigentliche Mörder und Untermieter bei Hughis Vormund Tante B, den Verdacht auf Hughi zu lenken. Er tötet ein zweites Mädchen, als Hughi unterwegs ist, und lässt dessen Regenmantel bei der Ermordeten zurück. Nachdem der zuständige Polizeibeamte, Superintendent Allen, sich weigert, Hughi zu verhaften, berufen die Bewohner der Stadt eine Bürgerversammlung ein, um über Hughi zu richten. Auch Tante B ist auf der Versammlung anwesend. Ramskill ist derweil bei seiner Verlobten Lily Willis und versucht, diese ebenfalls zu töten und die Schuld auf Hughi zu schieben. Bei einem Verhör durch Allen verliert er sein Alibi und verrät Details der Taten, die ihn als Mörder eindeutig identifizieren.

## Kritiken
Joachim Kramp und Jürgen Wehnert zitieren in ihrem Das Edgar Wallace Lexikon von 2004 eine Kritik des Monthly Film Bulletin vom Mai 1960. Demnach würde der „potenzielle Horror“ hier „mit wenig Sensationslust behandelt“. Die Dialoge des Mörders seien „so überbetont, daß ihn auch jeder erkennt“ und die Dialoge insgesamt „neigen dazu, das offensichtliche zu wiederholen.“ Auch die Motivation für den zweiten Mord sei unklar und „die Fehler, die den Mörder verraten, sind unglaublich überzogen und widersprechen der früheren Klugheit“ des Mörders.

## Belege
1. ↑  „Urge to Kill.“ In: Joachim Kramp, Jürgen Wehnert: Das Edgar Wallace Lexikon. Leben, Werk, Filme. Es ist unmöglich, von Edgar Wallace nicht gefesselt zu sein! Verlag Schwarzkopf & Schwarzkopf, Berlin 2004; S. 660. ISBN 3-89602-508-2.
2. ↑  Kritik vom Monthly Film Bulletin 5/1960, zitiert nach „Urge to Kill.“ In: Joachim Kramp, Jürgen Wehnert: Das Edgar Wallace Lexikon. Leben, Werk, Filme. Es ist unmöglich, von Edgar Wallace nicht gefesselt zu sein! Verlag Schwarzkopf & Schwarzkopf, Berlin 2004; S. 660. ISBN 3-89602-508-2.